# Pagur Satio
Pagur Satio is een bestuurslaag in het regentschap Padang Lawas van de provincie Noord-Sumatra, Indonesië. Pagur Satio telt 245 inwoners (volkstelling 2010).